# Zygomaturus
Genre
Zygomaturus est un genre éteint de marsupiaux géants de la famille des Diprotodontidae, ayant vécu en Australie et en Nouvelle-Calédonie au Pléistocène.

## Systématique
Ce genre, que Paleobiology Database considère avoir été créé par Richard Owen en 1858, est parfois attribué à William Sharp Macleay en 1857. De fait il semblerait que la description faite par ce dernier, dans une revue non scientifique, était incomplète.

## Description

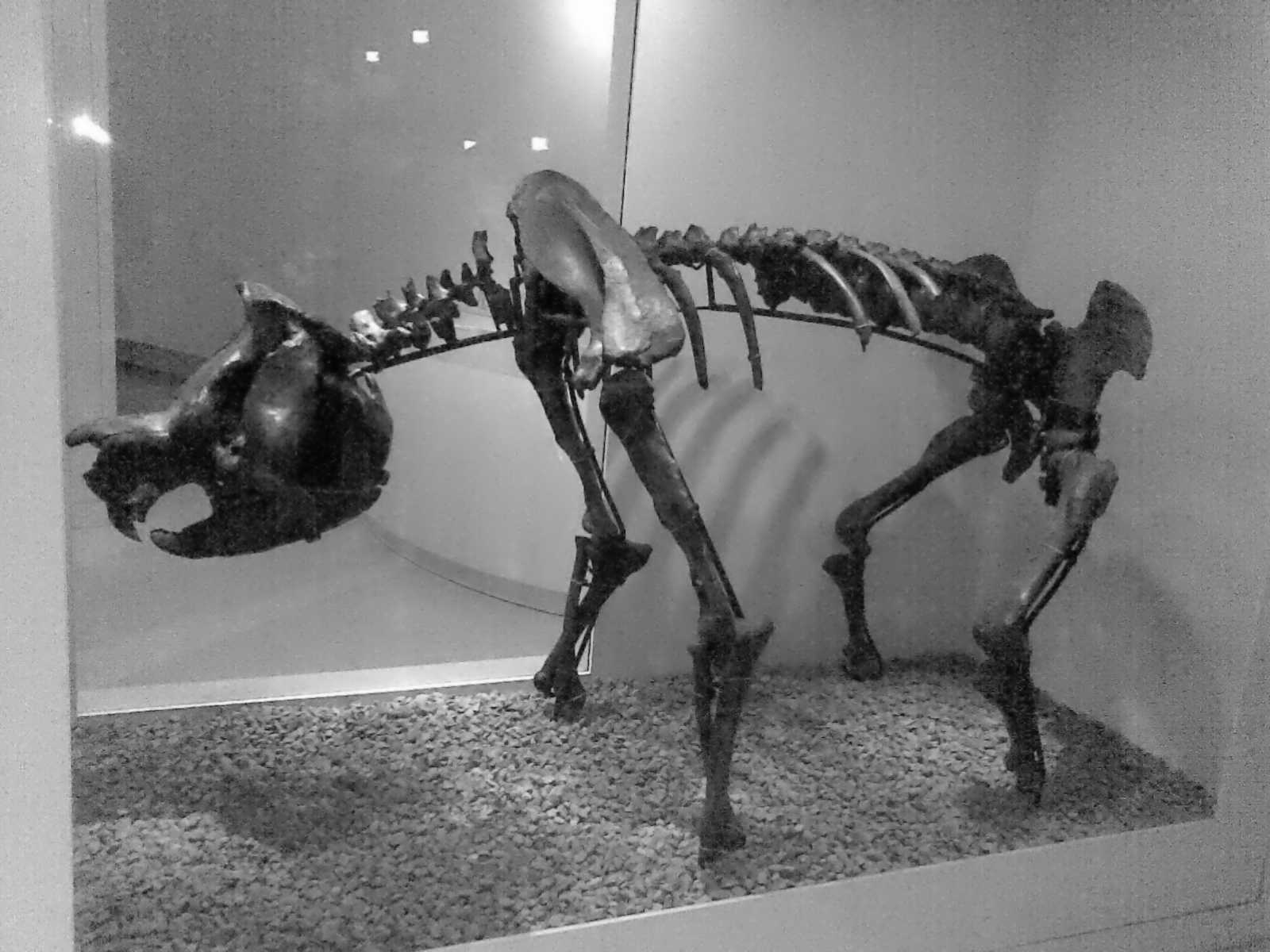
Squelette de Zygomaturus sp. aux à Melbourne (Australie).

Avec une taille de 1,50 à 2,50 mètres de longueur et un poids de 500 kg, c'est le deuxième plus grand marsupial de tous les temps connu à ce jour, derrière Diprotodon.    

## Liste des espèces
Selon Paleobiology Database (9 avril 2021) :
- † Zygomaturus diahotensis Guerin et al., 1981
- † Zygomaturus gilli Stirton, 1967
- † Zygomaturus keanei Stirton, 1967
- † Zygomaturus nimborensis Hardjasasmita, 1985
- † Zygomaturus trilobus Macleay, 1857 - espèce type

## Publication originale
- (en) Prof. Owen, « Notes on some Outline-drawings and Photographs of the Skull of Zygomaturus trilobus, Macleay, from Australia », Annals and Magazine of Natural History, Londres, Taylor & Francis, vol. 2, nos 7-12,‎ 10 mars 1958, p. 73-74 (ISSN 0374-5481, OCLC 1481361, lire en ligne).